# Takumi Hama
Takumi Hama (濱 託巳 Hama Takumi?), född 11 september 1996 i Shizuoka prefektur, är en japansk fotbollsspelare.
Hama började sin karriär 2019 i Azul Claro Numazu.